# Dayton (Washington)
Dayton ist eine Stadt im Südosten des US-Bundesstaats Washington. Der Ort liegt im Columbia County, dessen County Seat (Verwaltungssitz) er ist. Das U.S. Census Bureau hat bei der Volkszählung 2020 eine Einwohnerzahl von 2448 ermittelt.
Im Jahre 1806 machte die Lewis-und-Clark-Expedition östlich des heutigen Dayton Station. Die ersten nicht-indianischen Siedler ließen sich 1859 nieder. Zunächst wurde das Land nur als Weideland genutzt, doch zwei Jahre später ging man zum Anbau von Weizen und anderem Getreide über, da hierfür der Boden hinreichend ertragfähig und der Regenfall ausreichend war. 1872 erhielt der Ort seinen heutigen Namen und eine Poststelle wurde eingerichtet.

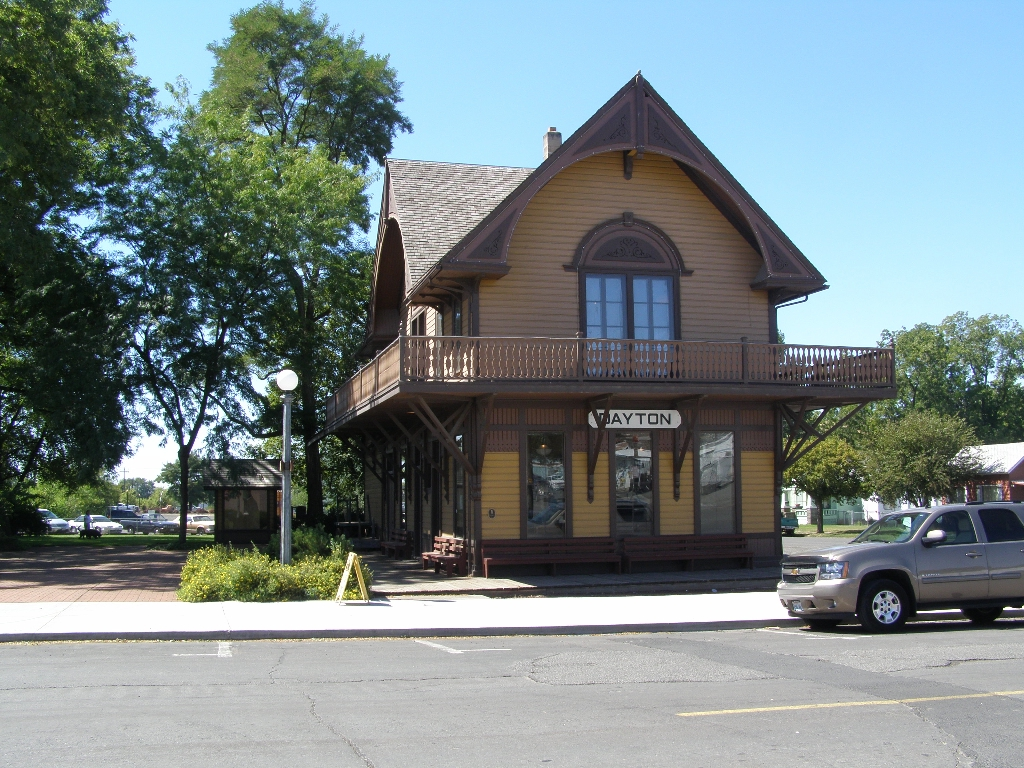
Historisches Bahngebäude

Dayton beherbergt sowohl das älteste Bahndepot (erbaut 1881) als auch das älteste noch heute genutzte Bezirksgerichts-Gebäude (erbaut 1887) im Staat Washington. Beide sind zusammen mit 17 weiteren Gebäuden in der Stadt in das National Register of Historic Places eingetragen.

## Söhne und Töchter der Stadt
- R. Lee Lyman (* 1951), Archäozoologe
- James Arthur Watkins (* 1963), Geschäftsmann und QAnon-Verschwörungstheoretiker